# Paul Haenlein

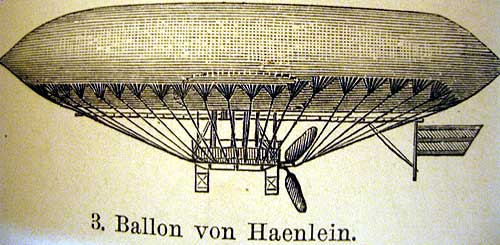
Dirigeable de Haenlein

Paul Haenlein (né le 17 octobre 1835 à Mayence et mort le 27 janvier 1905 dans la même ville) est un notable de Mayence, ingénieur et inventeur du ballon dirigeable.

## Biographie
Paul Haenlein construisit le premier dirigeable propulsé par un moteur à combustion interne de Jean-Joseph Étienne Lenoir. Le moteur était alimenté par le gaz contenu dans le ballon ; sa consommation diminuait la portance, ce qui limitait son rayon d'action.
Il est enterré au cimetière principal de Mayence.